# 新潟医療福祉大学
新潟医療福祉大学（にいがたいりょうふくしだいがく、英語: Niigata University of Health and Welfare）は、新潟県新潟市北区島見町1398番地に本部を置く日本の私立大学。2001年創立、2001年大学設置。

## 概要
本校は新潟県内を中心に専門学校を展開するNSGカレッジリーグ系列の新潟総合学園が運営する大学で、体育および医療系の看護・医療・リハビリテーション・栄養・スポーツ・福祉の計6学部14学科1研究科5専攻からなる総合大学の位置づけとなっている。学生数は4,000名を超える、実就職率に関する大学ランキング（社会・社会福祉系）で、2015年・2016年と全国1位を達成するなど、国家試験、就職に強い大学として各種メディアを中心に著名。

### 大学全体
2001年に保健・医療・福祉に関する指導的人材の養成を目指す大学として開学し、2023年4月現在、6学部（14学科）と大学院（1研究科）を擁する（2024年4月に心理健康学科を設置し、6学部15学科となる）。
（進学者を除く）卒業生数を分母とした各大学の就職率ランキングでは、社会・社会福祉系で、2015年、2016年と全国1位であった。その結果、全国から学生が集まるようになり、2016年のデータでは在学生の4割が新潟県外高校出身者であり、2017年度の志願者数は3,756人に達し、合格者は1,624人、入学者は1,040人（定員充足率110%）であった。2018年4月には、キャンパスに隣接する学生寮「N-village 伍桃」（606室）が開寮した。
新潟市北区のキャンパスは、新潟駅から車で約25分、豊栄駅から無料スクールバスで約20分の距離にあり、新潟空港や新潟港に近い。

### 教育および研究
教育・研究における特色は下記の3点が挙げられる。
チームアプローチを学ぶ
すべての学科で専門資格の取得に対応しており、学科を超えて学ぶ連携教育により、「チーム医療」と「チームアプローチ」を学び実践するためのコアカリキュラムが設定され、学科を超えた連携総合ゼミも実施されている。連携総合ゼミには、学術提携を結んでいる海外の学生も参加し、多様な状況に対する対応力や語学力を身につける場となっている。また、スポーツに関する専門学科を有する医療福祉系総合大学である特色を活かして、スポーツとの融合による幅広い学び、とりわけ、アスリート支援や研究活動も実践している。
実践力を身につける
NSGグループの病院や施設、企業、プロスポーツ団体との連携による教育・研究活動を実現しているほか、行政や学校との連携による課外活動も数多く用意し、地域活性化に貢献するとともに、学生の実践力を高める機会としている。また、世界9か国11大学、2医療機関と国際交流協定などを締結し、すべての学科で希望者に対する海外研修プログラムを実施している。国際協力機構（JICA）との連携事業もなされている。
きめ細かいサポート体制
教員1名に対して7～8名程度の少人数で行う「基礎ゼミ」に始まり、専門分野の学習に対しても「補講教育」を実施するなどのサポート体制を整えている。2年次以降も少人数グループによる学内・演習指導を行い、3年次からは少人数ゼミ活動による個別指導を行っている。さらに、学習支援センター「ウェルカフェ」では学習アドバイザーが常駐しているほか、「ラーニングコモンズ」では学生による自主的な学習スペースが用意されている。

### 学風および特色
水泳部、男子サッカー部、女子サッカー部、男子バスケットボール部、女子バスケットボール部、陸上部、女子バレーボール部、ダンス部、硬式野球部が強化クラブに指定されており、これらのクラブに所属する学生には、各学科での専門職の取得プログラムとともに、日本代表クラスの選手育成プログラムを同時に提供している点が注目されている。NSGグループの傘下にあり、アルビレックス新潟とも実質的な関係がある。そのため、強化指定クラブは、何らかの形でオレンジをチームカラーにしている場合が多い。

## 沿革

### 略歴
開学前には、すでに少子高齢化と医療の高度化により、生活の質（QOL）を重視する医療や福祉が求められるようになっていた。当時の新潟県内においても、新潟大学で看護師、臨床検査技師、診療放射線技師の4年制教育課程が2000年4月にようやく開設されたばかりであった。そこで、保健・医療・福祉に関する専門性を持ちながらも、それらの領域を横断的、融合的に理解し、研究し、実践し、教育できる人材を養成すべく、本学が2001年に設置された。開学当時は、医療技術学部（理学療法学科・作業療法学科・言語聴覚学科・健康栄養学科）と社会福祉学部（社会福祉学科）の2学部5学科で構成された。
さらに、健康面で基礎的かつ広範な視点から人材を養成するために、2005年度に健康スポーツ学科を設置し、2006年度には新潟県下では4校目となる看護師・保健師・助産師・養護教諭を養成する看護学科を設置し、2007年度には義肢装具自立支援学科を設置した。また、2005年度には大学院修士課程、2007年度には大学院博士課程を開設するなど、さらなる高度人材の育成も担うことになった。
その後も新学科の設置が進み、2010年度に医療情報管理学科、2011年度に臨床技術学科、2014年度に視機能科学科、2017年度に救急救命学科、2018年度に診療放射線学科を新設している。そして、開設時に設定された「保健医療福祉（＋スポーツ）分野の大学で日本一にする」との目標を達成するために、連携教育の実践（文部科学省「大学教育充実のための戦略的大学連携支援プログラム」の主管校）、高い就職率達成を目指した教職員一体での支援体制（文部科学省「大学教育・学生支援推進事業」でS評価）、教員の教育力を高めるための各種事業の推進（任期制の完全実施、業績評価に基づく昇給、減給制度など）、高い国家試験・資格試験合格率達成を目指した諸活動を展開している。

### 年表
- 1999年（平成11年）6月 - 財団法人新潟医療福祉大学設立準備財団設立許可
- 2000年（平成12年）12月 - 学校法人新潟総合学園寄附行為許可、新潟医療福祉大学設置認可
- 2001年（平成13年）4月 ‐ 新潟医療福祉大学開学。医療技術学部理学療法学科、作業療法学科、言語聴覚学科、健康栄養学科、社会福祉学部社会福祉学科
- 2004年（平成16年）11月 - 新潟医療福祉大学大学院設置認可
- 2005年（平成17年）4月 - 新潟医療福祉大学大学院医療福祉学研究科保健学専攻修士課程、社会福祉学専攻修士課程を開設。医療技術学部に健康スポーツ学科を開設
- 2006年（平成18年）4月 - 医療技術学部に看護学科を開設。社会福祉学部社会福祉学科に介護福祉コースを開設
- 2007年（平成19年）4月 - 医療技術学部に義肢装具自立支援学科を開設。医療技術学部健康栄養学科、健康スポーツ学科、看護学科を健康科学部健康栄養学科、健康スポーツ学科、看護学科に改組。大学院医療福祉学研究科に医療福祉学専攻博士後期課程、健康科学専攻修士課程を開設。東京キャンパス開設
- 2010年（平成22年）4月 - 医療経営管理学部医療情報管理学科を開設
- 2011年（平成23年）4月 - 医療技術学部に臨床技術学科を開設
- 2014年（平成26年）4月 - 医療技術学部に視機能科学科を開設。大学院医療福祉学研究科に医療情報・経営管理学専攻修士課程を開設
- 2017年（平成29年）4月 - 医療技術学科に救急救命学科を開設
- 2018年（平成30年）4月 - 医療技術学部に診療放射線学科を開設。医療技術学部理学療法学科、作業療法学科、言語聴覚学科、義肢装具自立支援学科をリハビリテーション学部理学療法学科、作業療法学科、言語聴覚学科、義肢装具自立支援学科に、健康科学部看護学科を看護学部看護学科に改組
- 2023年（令和5年）4月 - リハビリテーション学部鍼灸健康学科・附属鍼灸センターを開設。

## 基礎データ

### 所在地
- 島見町キャンパス：〒950-3198 新潟市北区島見町1398番地
- 東京キャンパス：〒100-0005 東京都千代田区丸の内1丁目7-12サピアタワー10階

### 象徴
- シンボルマークは、それぞれのQOLのために、いくつもの専門分野から手を差し伸べて支えるQOLサポーターの姿勢を表している。

#### 校歌
作詞：小野昭一・補作詞：秋谷銀四郎・作曲：横山喜次

## 組織構成

### 学部
- リハビリテーション学部
  - 理学療法学科
  - 作業療法学科
  - 言語聴覚学科
  - 義肢装具自立支援学科
  - 鍼灸健康学科
- 医療技術学部
  - 臨床技術学科
  - 視機能科学科
  - 救命救急学科
  - 診療放射線学科
- 健康科学部
  - 健康栄養学科
  - 健康スポーツ学科
- 看護学部
  - 看護学科
- 社会福祉学部
  - 社会福祉学科
- 医療経営管理学部
  - 医療情報管理学科
- 心理・福祉学部（2024年度開設）
  - 心理健康学科

### 大学院
- 医療福祉学研究科
  - 保健学専攻（修士課程）
    - 理学療法学分野
    - 作業療法学分野
    - 言語聴覚学分野
    - 義肢装具自立支援学分野
    - 医療技術安全管理学分野
    - 視覚科学分野

  - 健康科学専攻（修士課程）
    - 健康栄養学分野
    - 健康スポーツ学分野
    - 看護学分野

  - 社会福祉学専攻（修士課程）
    - 保健医療福祉政策・計画・運営分野
    - 保健医療福祉マネジメント学分野

  - 医療情報・経営管理学専攻（修士課程）
    - 医療情報・経営管理学分野

  - 医療福祉学専攻（博士後期課程）

### 研究推進機構
- 転倒予防研究センター
- 運動機能プロジェクトセンター
- アクアヘルス推進プロジェクトセンター
- アスリートサポートプロジェクトセンター
- 言語発達支援研究センター
- 筋骨格系機能プロジェクト研究センター
- がん支援研究センター
- 保健医療福祉連携教育研究センター

### 附属研究所
- 運動機能医科学研究所

### 大学図書館
2017年5月現在の実際の蔵書数は約110,000冊である。2016年度の入館者数は21万5,938人。図書館全体で無線LAN環境が整備されており、ウェルカフェ（学習支援センター）、ラーニングコモンズも図書館内に設置されている。

### 就職センター
学生サポートステーション内に設置。個別相談ブースや資料閲覧スペース、履歴書作成などの作業スペースを備える。早期からの各種ガイダンスや就職イベント、学生相談を通じて多面的に学生の就職活動を支援している。

### 学習支援センター（ウェルカフェ）
コンセプトは「わかる・まなぶ・交わる・相談する」。図書館内に設置されており、学習アドバイザーが常駐し理数系科目などの基礎科目の個別指導に当たっているほか、基礎学力補強セミナーや、定期試験等で再試験率が高い科目や不合格者が多い科目を対象とした補強セミナー、ワークショップ（学生同士の交流の場の提供等）、専門家による学修相談等を実施している。

### 教職支援センター
2016年4月開設。学生サポートステーション内に設置。模擬教室を備える。教員を目指す学生に対し、履修相談や学習支援（模擬授業・場面指導など）、教員採用試験対策講座の実施などを行っている。

### 新潟医療福祉学会
大学開設時に、新潟県内の健康と医療福祉に関わる職業者の研鑚の場として立ち上げられた。学会誌（和文誌『新潟医療福祉学会誌』、英文誌Niigata Journal of Health and Welfare）を刊行し、学術集会（毎年1回、10月）も開催している。

### 新潟連携教育研究センター
2017年4月に開設。連携教育を担当。国内や海外の大学とも連携し、本学にない医学部、薬学部、歯学部の学生・教員、フィリピン、ベトナム、台湾などアジアの大学も参加している。

### 附属インターナショナルこども園
2018年4月開園。内閣府「企業主導型保育事業」による保育施設（こども園）。大学教職員・学生のほか、地域住民の枠も用意されており、定員は19名。常勤の外国人講師が配置されており、幼少期から日常的に英語に触れることができる。

## 教育および研究

### 教育
2009年度に文部科学省の「大学教育充実のための戦略的大学連携支援プログラム」に採択され、QOL向上を目指す専門職間連携教育用モジュール中心型カリキュラムの共同開発と実践連携教育の主管校となった。その後、高い就職率達成を目指した教職員一体での支援体制が、文部科学省の「大学教育・学生支援推進事業」でS評価を得ている。教員の教育力を高めるための各種事業の推進（任期制の完全実施、業績評価に基づく昇給、減給制度など）、高い国家試験・資格試験合格率達成を目指した諸活動を展開している。
具体的には、「面倒見のよい大学」をスローガンに掲げ、1年次から少人数のグループ、ゼミ教育が行われ、担当教員が卒業研究・国家試験・就職活動の「三位一体」の個別支援を行っている。さらに、新入生に対してプレイスメントテストを実施し、個々の学生の学修レベルを確認したうえで、その結果に基づき、個別・グループ単位での特別講義、補修セミナーを実施している（日本語表現法、英語、数学、物理学、化学、生物学）。加えて、学習支援センターでは学習アドバイザーによる個別指導が行われ、学生が自主勉強できるラーニングコモンズなども整備されている。その結果、学部生の中退率は1.61%、留年率は1.06%にとどまっている（2016年度実績）。

#### 資格取得

##### 認定資格
以下の国家試験等の受験資格が得られる。
- リハビリテーション学部
  - 理学療法士
  - 作業療法士
  - 言語聴覚士
  - 義肢装具士
  - はり師・きゅう師
- 医療技術学部
  - 視能訓練士
  - 臨床工学技士
  - 臨床検査技師
  - 診療放射線技師
  - 救急救命士
- 健康科学部
  - 管理栄養士
  - 栄養教諭
  - 保健体育教諭
- 看護学部
  - 看護師
  - 保健師
  - 助産師
  - 養護教諭
- 社会福祉学部
  - 社会福祉士
  - 精神保健福祉士
  - 介護福祉士
- 医療経営管理学部
  - 診療情報管理士

##### 団体認定資格
以下に代表される団体認定資格の取得に向けたカリキュラムが組まれ、資格取得の支援がなされており、実際に合格実績がある。たとえば、医療経営管理学部では、1年次に日商簿記検定、2年次にITパスポート、診療報酬請求事務能力認定試験など、3年次に診療情報管理士、ドクターズクラーク、医療情報技師などが取得できるようカリキュラムが配置され、早期からの就職活動を可能にしている。
- リハビリテーション学部
  - 福祉用具プランナー（公益財団法人テクノエイド協会）
- 健康科学部
  - 健康運動指導士（健康・体力づくり事業財団）
  - アスレティックトレーナー（日本スポーツ協会公認スポーツ指導者制度）
- 社会福祉学部
  - 児童厚生一級指導員（社会福祉士養成大学では全国初の養成プログラム）
- 医療経営管理学部
  - 診療報酬請求事務能力認定試験（公益財団法人日本医療保険事務協会）
  - ドクターズクラーク（日本医療教育財団）
  - 医療情報技師（日本医療情報学会）

##### 基本情報技術者試験
新潟医療福祉大学は国家資格の基本情報技術者試験（FE）の午前の部の免除制度の認定校になっている。

#### 国家試験等合格率
リハ系の国家試験については、2015年度以降は、いずれの資格も全国平均を上回る合格率を達成している。
| 卒業年度               | 理学療法士 | 理学療法士 | 作業療法士 | 作業療法士 | 言語聴覚士 | 言語聴覚士 | 義肢装具士 | 義肢装具士 |
| 卒業年度               | 合格率     | 全国平均   | 合格率     | 全国平均   | 合格率     | 全国平均   | 合格率     | 全国平均   |
| ---------------------- | ---------- | ---------- | ---------- | ---------- | ---------- | ---------- | ---------- | ---------- |
| 2014年度（平成26年度） | 95.9%      | 82.7%      | 92.7%      | 77.5%      | 68.2%      | 70.9%      | 80.0%      | 90.2%      |
| 2015年度（平成27年度） | 93.5%      | 74.1%      | 97.6%      | 87.6%      | 92.3%      | 67.6%      | 86.7%      | 84.1%      |
| 2016年度（平成28年度） | 100.0%     | 90.3%      | 94.0%      | 83.7%      | 97.5%      | 75.9%      | 93.0%      | 87.0%      |

看護系の国家試験についても、おおむね全国平均を上回る合格率を達成している。
| 卒業年度               | 看護師 | 看護師   | 保健師 | 保健師   | 助産師 | 助産師   |
| 卒業年度               | 合格率 | 全国平均 | 合格率 | 全国平均 | 合格率 | 全国平均 |
| ---------------------- | ------ | -------- | ------ | -------- | ------ | -------- |
| 2014年度（平成26年度） | 98.9%  | 90.1%    | 100.0% | 99.4%    | 100.0% | 99.9%    |
| 2015年度（平成27年度） | 98.8%  | 89.4%    | 92.1%  | 89.8%    | 100.0% | 99.8%    |
| 2016年度（平成28年度） | 98.8%  | 88.5%    | 86.4%  | 90.8%    | 100.0% | 93.0%    |

福祉系の国家試験の合格率は、全国平均値を大きく上回る合格率を達成している。
| 卒業年度               | 社会福祉士 | 社会福祉士 | 精神保健福祉士 | 精神保健福祉士 |
| 卒業年度               | 合格率     | 全国平均   | 合格率         | 全国平均       |
| ---------------------- | ---------- | ---------- | -------------- | -------------- |
| 2014年度（平成26年度） | 50.0%      | 27.0%      | 100.0%         | 61.3%          |
| 2015年度（平成27年度） | 50.0%      | 26.2%      | 100.0%         | 61.6%          |
| 2016年度（平成28年度） | 58.1%      | 25.8%      | 100.0%         | 62.0%          |

診療情報系の認定試験も、全国平均値を大きく上回る合格率を達成している。
| 卒業年度               | 診療情報管理士 | 診療情報管理士 | 診療報酬請求事務能力認定試験 | 診療報酬請求事務能力認定試験 |
| 卒業年度               | 合格率         | 全国平均       | 合格率                       | 全国平均                     |
| ---------------------- | -------------- | -------------- | ---------------------------- | ---------------------------- |
| 2014年度（平成26年度） | 84.8%          | 49.8%          | 38.3%                        | 32.1%                        |
| 2015年度（平成27年度） | 83.3%          | 53.1%          | 51.2%                        | 38.7%                        |
| 2016年度（平成28年度） | 68.2%          | 44.5%          | 61.9%                        | 39.3%                        |

他のコメディカルの国家試験等についても、全国平均を上回る合格率を達成している。健康スポーツ学科では、健康運動指導士のほか、アスレティックトレーナーの合格者も出している。
| 卒業年度               | 臨床検査技師 | 臨床検査技師 | 臨床工学技士 | 臨床工学技士 | 管理栄養士 | 管理栄養士 | 健康運動指導士 | 健康運動指導士 |
| 卒業年度               | 合格率       | 全国平均     | 合格率       | 全国平均     | 合格率     | 全国平均   | 合格率         | 全国平均       |
| ---------------------- | ------------ | ------------ | ------------ | ------------ | ---------- | ---------- | -------------- | -------------- |
| 2014年度（平成26年度） | 90.9%        | 82.1%        | 96.2%        | 83.2%        | 97.4%      | 55.7%      | 67.7%          | 56.6%          |
| 2015年度（平成27年度） | 87.8%        | 76.4%        | 89.0%        | 72.5%        | 90.5%      | 44.7%      | 62.5%          | 53.8%          |
| 2016年度（平成28年度） | 85.9%        | 78.7%        | 90.7%        | 81.9%        | 97.7%      | 54.6%      | 79.3%          | 49.9%          |

#### 就職支援
大学によっては必ずしも実態をあらわさない就職希望者ではなく、（進学者を除く）卒業生を分母とした実就職率に関する大学ランキング（社会・社会福祉系）で、2015年、2016年と全国1位を達成している。2016年度の求人数は22,635人で、学生一人あたり27.0人の求人があったことになる。その結果、大学全体の就職内定率は99.2%であった。医療経営管理学部は、病院以外の就職（公務員、銀行、証券会社など）が7割を占めるが、2016年度の就職率は95.8%であり、商・経営系の実就職率ランキングで全国第8位であった。
さらに、医療経営管理学部に加え、健康科学部、社会福祉学部でも、公務員等（公務員・大学・団体・組合）になる者が10～20%程度見られ、公務員試験対策も行われている。
| 卒業年度               | 卒業生数 | 求職登録者数 | 就職者数 | 就職率 | 進学者数 | 実就職率 |
| ---------------------- | -------- | ------------ | -------- | ------ | -------- | -------- |
| 2014年度（平成26年度） | 798人    | 743人        | 736人    | 99.1%  | 23人     | 95.0%    |
| 2015年度（平成27年度） | 810人    | 761人        | 756人    | 99.3%  | 23人     | 96.1%    |
| 2016年度（平成28年度） | 867人    | 836人        | 829人    | 99.2%  | 17人     | 97.5%    |

### 研究
文部科学省による過去5年間の科学研究費助成事業領域別新規採択推計数によれば、リハビリテーション科学領域では、平成26年、平成28年公表データにおいて、全国9位にランクインしており（上位大学は東北大学、東京大学、京都大学、名古屋大学など）、私立大学に限ると第2位であった。スポーツ科学領域では、平成29年度の直近5年間採択件数は18件に達しており、全国データは公表されていないものの、平成28年度公表データと比較すると、同志社大学と並ぶ全国第9位に位置する。さらに、学部学生による論文投稿もなされており、たとえば、Journal of Foot and Ankle ResearchやThe Japanese Journal of Rehabilitation Medicineなどでの掲載実績がある。
さらに、2017年には、平成29年度文部科学省「私立大学研究ブランディング事業」に選定され（全国60校）、リハビリテーション科学とスポーツ科学の融合による先端的研究拠点を形成することになった。その目標は、"Sports & Health for All in Niigata"（地域住民からアスリートまで全ての人が安全にスポーツを楽しみ、幸せな生涯を過ごす新潟県）の創出であり、大学の将来ビジョンである「保健・医療・福祉・スポーツ領域を核としたアジアに秀でる研究拠点」の基礎を構築するものとなる。
| 年度                   | 新規採択件数 | 継続件数 | 合計件数 | 受入総額     |
| ---------------------- | ------------ | -------- | -------- | ------------ |
| 2014年度（平成26年度） | 12件         | 36件     | 48件     | 7,475万円    |
| 2015年度（平成27年度） | 25件         | 32件     | 57件     | 9,048万円    |
| 2016年度（平成28年度） | 26件         | 44件     | 70件     | 1億2,896万円 |

## 学生生活

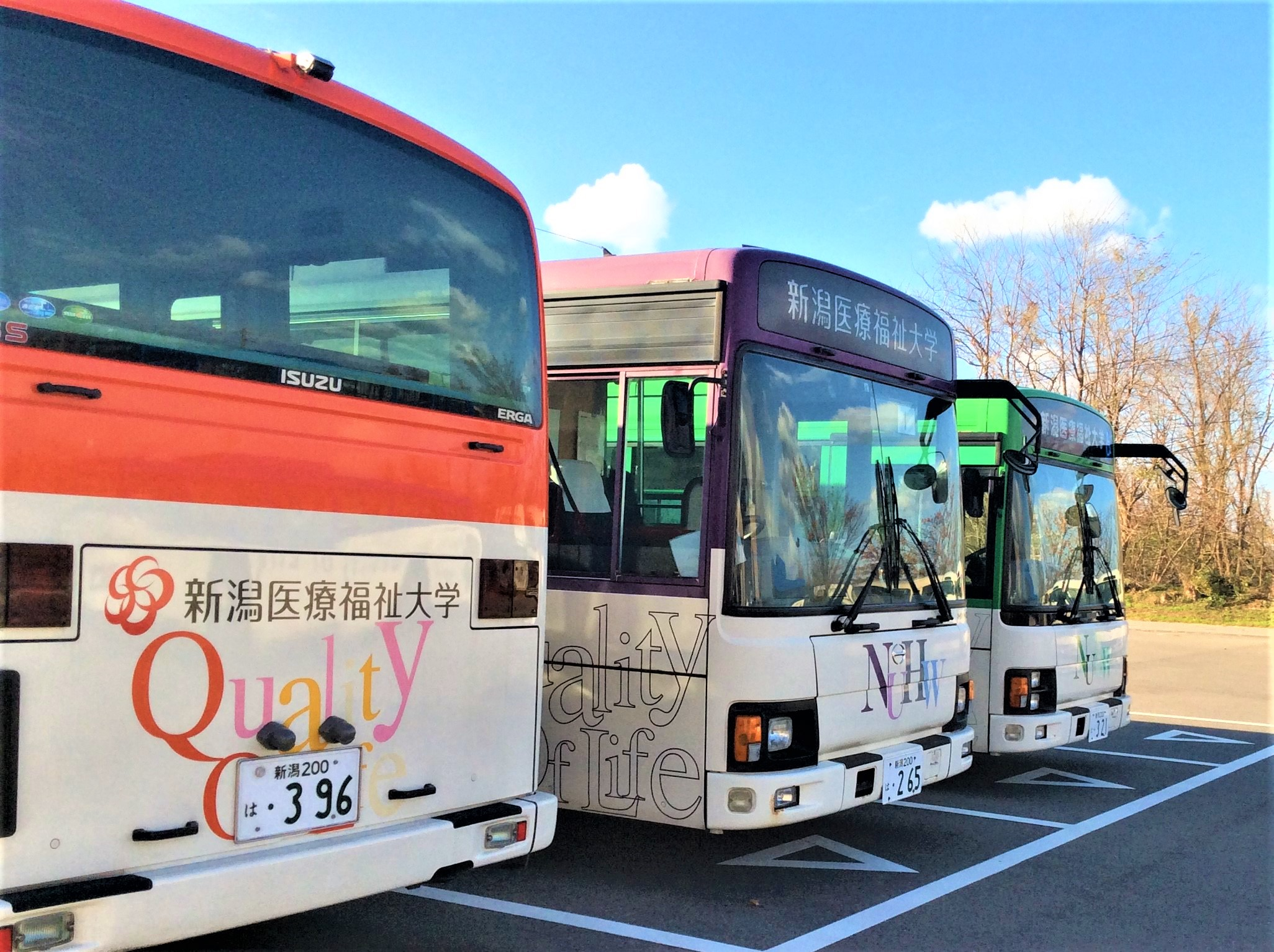
スクールバス

2016年度の在学生に対する学生生活アンケートによると、新潟県外の出身高校の割合が4割を占め、実家からの通学生は42%であり、全国から学生が集まっている。家賃は月額4～5万円が47%を占める。通学方法は自家用車が41%、無料通学バスが31%、電車＋無料通学バスが17%などである。アルバイトを定期的に行っているのは54%で、奨学金利用者は60%である。なお、奨学金貸与終了者に占める3カ月以上延滞者の割合（2014年度末時点）は0.49%（10人／2,044人）であり、滞納率の高い順に全国の大学を並べると、大阪大学などと並んで、597位であった。

### 学友会
学友会、フリーペーパー制作団体RiR。

### クラブとサークル
2016年度のデータでは、クラブ・サークル活動に参加している学生は62%、過去に参加していた学生は23%であった。
強化クラブ
強化クラブとして、水泳部、男子サッカー部、女子サッカー部、男子バスケットボール部、女子バスケットボール部、陸上部、女子バレーボール部、ダンス部、硬式野球部が指定されている。強化クラブでは、トップアスリートの養成が行われている。女子バレーボール部、ダンス部、硬式野球部は2013年4月に新設。
体育会系クラブ
学友会サッカー部、ソフトボール部、軟式野球部、男子バレーボール部、テニス部、卓球部、バドミントン部、フットサル部、男子ハンドボール部、女子ハンドボール部、トレーナー部、よさこい部 舞桃会など。
文化系クラブ
園芸部、茶道部、和太鼓部、VICON部、吹奏楽部、手話部、写真部、軽音部、書道部、栄養サポート部、細胞診研究会など。
ボランティア系クラブ
レクア.コム部、学生“Kid's”部、ピア・エデュケーションサークル、リボンムーブメント新潟、空飛ぶ車いすサークル、学生ボランティアセンター ぼらせん など。
サークル
ダンスサークルRIZE、おるんちょっ（ダンスサークル）、NUHWスノーボードサークル、Valiente（フットサルサークル）、スポーツサークル、NUHWアルティメットサークル、バドミントンサークル、GALAPAGOS、Nexus（バスケサークル）、ランニングサークル、女子フットサルサークル、Sports Festival、カヌーサークル、NUHWアルビレックスプロジェクト、Music Studio、フリースタイルJAM、演劇サークル、サブカルチャーサークル、模型サークル、新潟医療福祉大学FPSサークル など。

### 学園祭
「五桃祭」が毎年10月に2日間にかけて開催されている。

### スポーツ
強化指定クラブに指定されている水泳部、男子サッカー部、女子サッカー部、男子バスケットボール部、女子バスケットボール部、陸上部、女子バレーボール部、ダンス部、硬式野球部では、以下のような実績を上げている。これらのクラブに所属する学生には、各学科での専門職の取得プログラムとともに、日本代表クラスの選手育成プログラムを同時に提供している点が注目されている。2018年には、スポーツ庁による大学スポーツ振興の推進事業の対象15大学のひとつに選ばれ、筑波大学や順天堂大学などとともに国からの財政支援を受けることになった。

#### 水泳部
日本代表入りを目標に掲げ、ユニバーシアード、世界水泳選手権などでメダリストを輩出している。

#### 男子サッカー部
北信越大学サッカーリーグ1部、北信越フットボールリーグ1部と2部、新潟県サッカーリーグ1部に計4チームが所属。アルビレックス新潟専用グラウンドに隣接するアルビレッジ（JFA公認人工芝ピッチ）を利用して練習を行っている。これまでに複数名のJリーガーを輩出している。
2017年度に北信越大学サッカーリーグ1部優勝。天皇杯へは、2015年度から3年連続で県予選を突破し出場している。

#### 女子サッカー部
2012年度創部。アルビレックス新潟レディースに所属し、「なでしこリーグ」（日本女子サッカーリーグ1部）でプレーしている。これまでにサッカー日本女子代表選手を複数名、輩出している。
2014年度から4年度連続で皇后杯全日本女子サッカー選手権北信越大会を突破し、全国大会に出場している。

#### 陸上競技部
2018年に、全日本大学駅伝対校選手権大会の北信越地区選考会で男女ともに優勝し全国大会への出場を決めている（女子は7年連続）。

#### 硬式野球部
2013年度創部。関甲新学生野球連盟に所属し、2014年春リーグで3部優勝、2015年春リーグで2部優勝、2016年春リーグで1部2位を達成している。2017年には1期生からプロ野球選手を輩出した。

### 給付型奨学金制度
授業料を全額免除とする特待生制度（4年間免除のA特待生が30名程度、1年間免除のB特待生が40名程度）や、年間25万円の奨学金を給付する奨学金制度（30名程度）、教育ローンの利子相当額を給付する学資融資奨学金制度（上限50名）が設けられている。いずれも返済不要の給付型奨学金である。
特待制度の選抜は、一般入試（前期日程）とAO・推薦等合格者対象特待生選抜試験の受験者に共通で課される科目試験の得点上位60名程度を対象になされる。奨学金制度の選抜は、書類審査と面接によってなされる。

## 大学関係者

### 同窓会
「新潟医療福祉大学同窓会」が結成されている。同窓会では、在学生支援活動の一環として、医療福祉の現場で活躍中の同窓生が「連携総合ゼミ」に参加している。また、同窓生による連携研修会、同窓会誌「伍桃ニュースレター」も発行している。

### 大学関係者一覧
- 新潟医療福祉大学の人物一覧

## 施設

### 島見町キャンパス
新潟市北区にあるキャンパスは、新潟駅から車で20～30分、豊栄駅から無料スクールバスで約20分の距離にあり、新潟空港や新潟港からも近い。平均標高13メートルの高台に立地しており、キャンパス周辺は、津波や洪水による浸水想定区域の対象外である。
JRと豊栄駅からの無料スクールバスを利用した場合、新津駅から大学までは約60分、村上駅からは約70分、五泉駅からは約80分、加茂駅・三条駅からは約90分、長岡駅からは約120分の距離にある。
キャンパス周辺には、同じNSGグループの新潟食料農業大学や新潟リハビリテーション病院などが位置する。

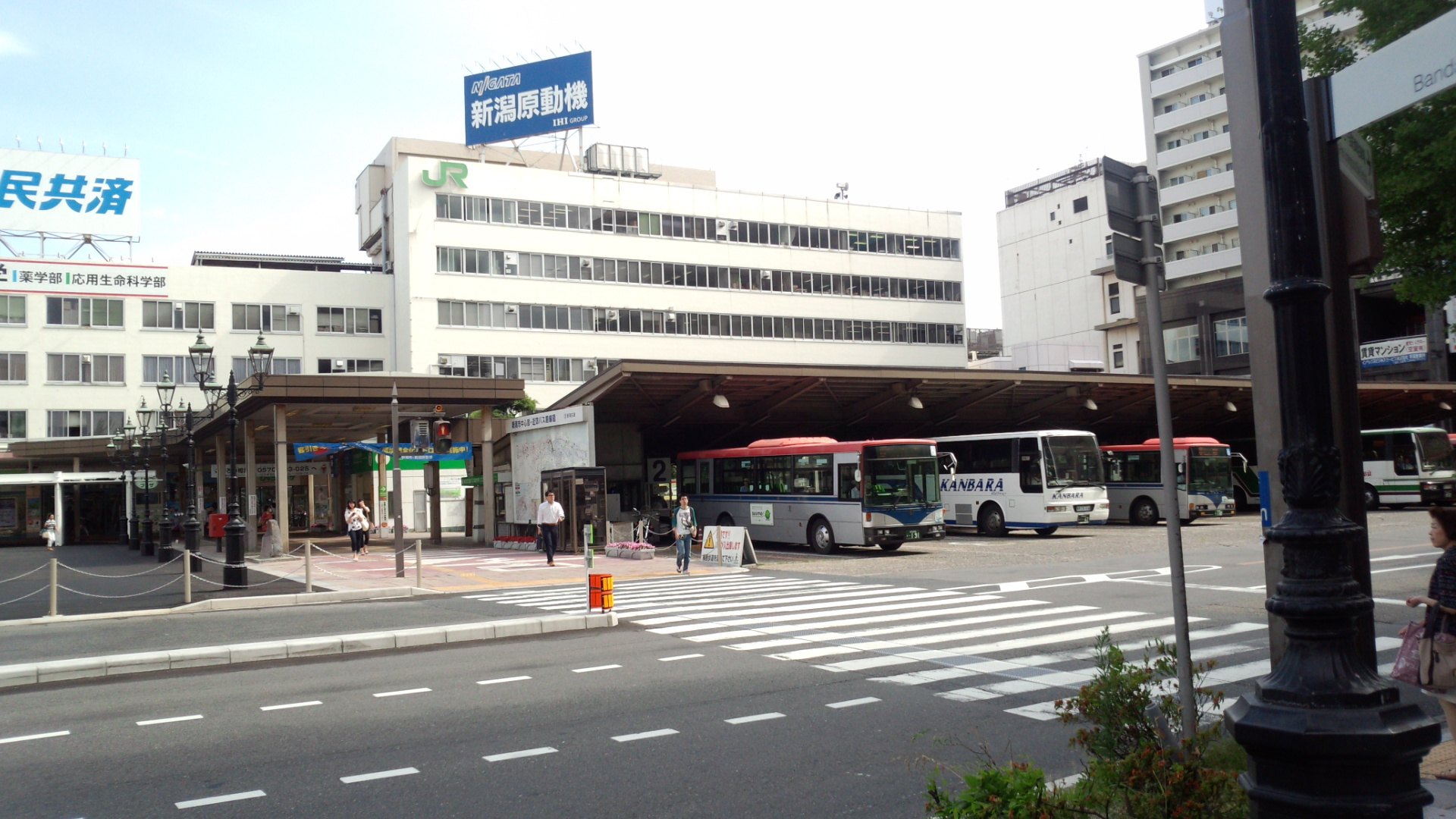
新潟駅万代口バスターミナル

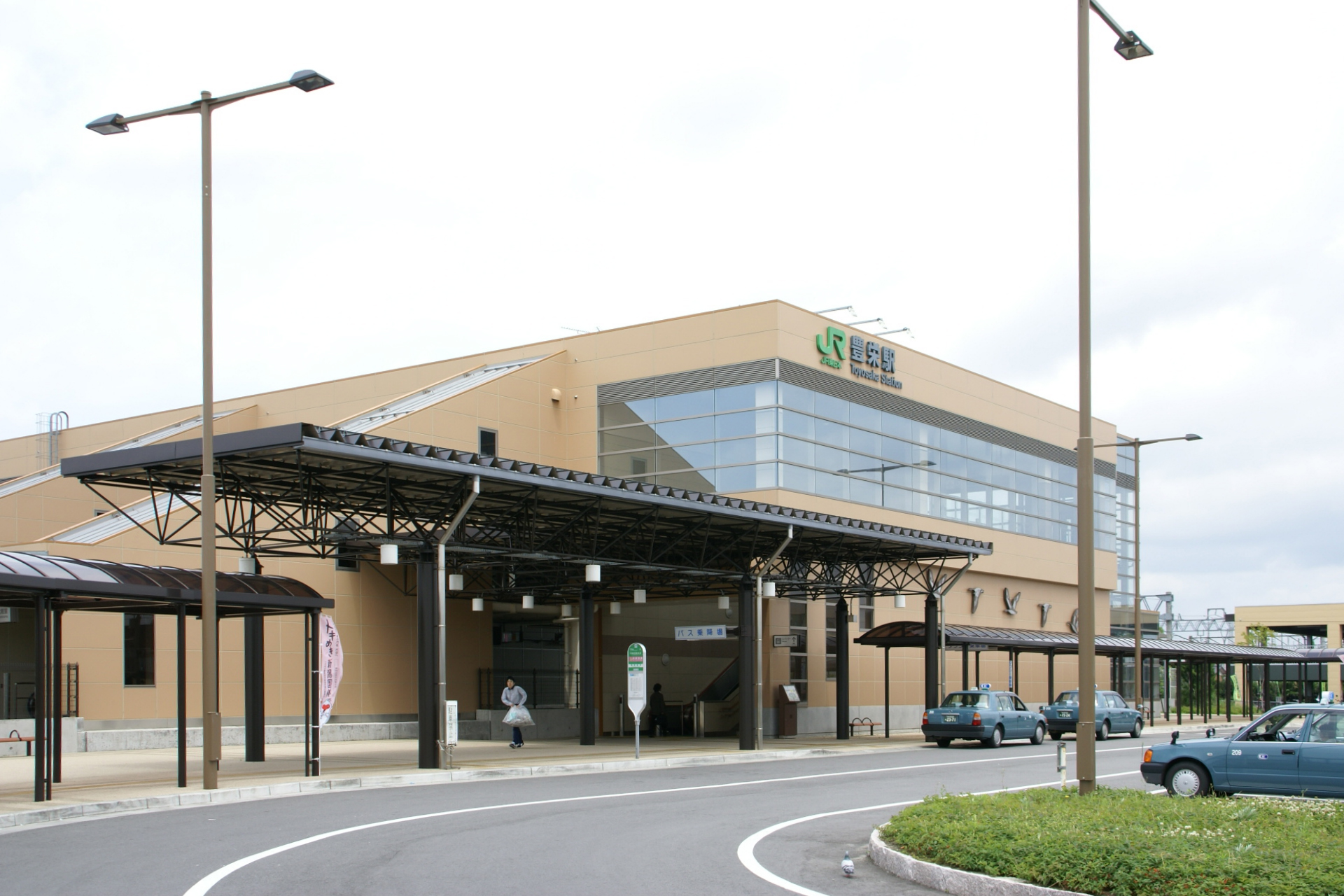
豊栄駅

- 大学の敷地面積：85万6,278平方メートル（東京ドーム約18個分）
- 大学の校舎面積：5万6,334平方メートル
- 交通アクセス
  - バス
    - 新潟駅前、万代シテイ、新潟日報メディアシップより新潟交通バスの下記系統を利用。
      - 「E25 下山・陽光ニュータウン経由 新潟医療福祉大学」行で終点「新潟医療福祉大学前」下車すぐ
      - 「E26 下山経由 太郎代浜」行で「新潟医療福祉大学入口」下車後徒歩約3分

    - 豊栄駅北口より
      - 「芋黒 尾山ニュータウン経由 新潟医療福祉大学」行で終点「新潟医療福祉大学前」下車すぐ
      - 「北区バス 太郎代浜」行で「新潟医療福祉大学入口」下車後徒歩約3分

※いずれも土曜・休日・年末年始は全便運休
      - 無料スクールバス「大学」行で終点下車すぐ

※スクールバスは、名目所を発着する便もある。
    - 新潟空港入口より新潟交通バスの下記系統を利用。
      - 「E25 下山・陽光ニュータウン経由 新潟医療福祉大学」行で終点「新潟医療福祉大学前」下車すぐ
      - 「E26 下山経由 太郎代浜」行で「新潟医療福祉大学入口」下車後徒歩約3分

  - 車
    - 国道7号（新新バイパス）競馬場ICを新潟競馬場方面へ降り競馬場通りを北上、海辺の森十字路を右折し県道島見濁川線を東進し約1.5km先。

#### 研究棟

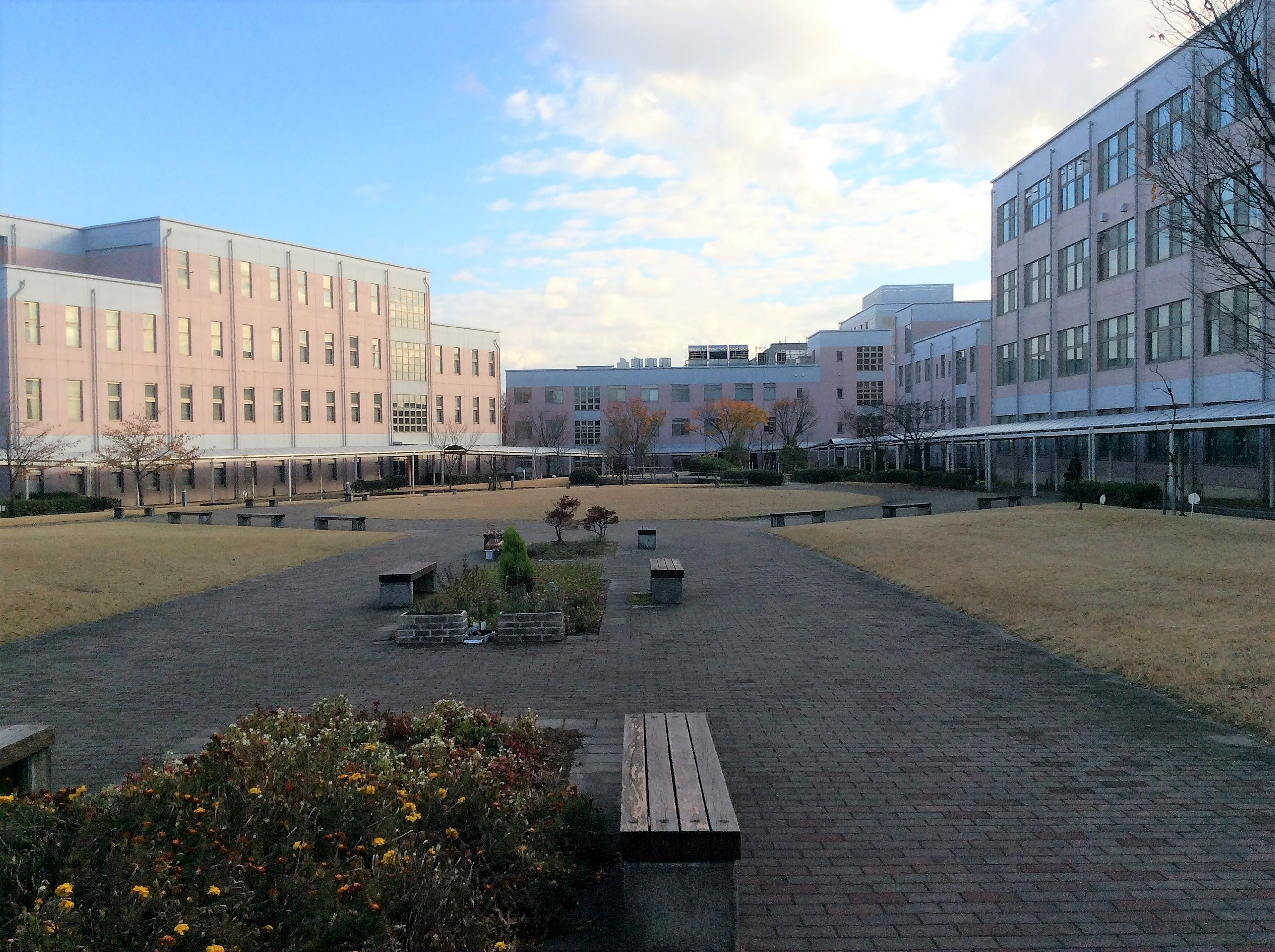
講義棟、第2研究棟ほか

- 第1研究棟
- 第2研究棟
- 第3研究・体育棟

地上5階建て。屋内温水プール、実習室、研究室（健康スポーツ学科）。
- 第4研究・実習棟

地上5階建て。介護実習室、看護実習室など。
- 第4研究・実習棟（別館）

2018年4月完成。看護学科の定員増に伴い整備。
- 第5研究棟

地上3階建て。主に義肢装具自立支援学科が使用する実習機器が備えられた校舎。修正室、適合実習室、成形室、製作室、機械室、縫製室など。
- 第6研究・実習棟

3階～5階に臨床工学系、臨床検査系の5つの実習・実験室を配置。学生ラウンジ、パウダーコーナーなど。
- 第7研究・実習棟

第2トレーニングセンター、多目的体操場（ダンススタジオ）、運動栄養実習室（キッチンスタジオ）など。
- 第8研究・実習棟

視機能科学科が主として使用する最新機器を設備した施設。
- 第9研究・実習棟

救急救命学科が主として使用する施設。MOMO cafe'など。
- 第10研究・実習棟

#### 講義棟・実習棟
- 講義棟

学生窓口、教職支援センター、就職センター、医務室、OASIS Lounge、講義室、モニター相談室、臨床栄養学実習室、演習講義室。
- 第2講義棟

講義室。
- 実験実習棟、第2実験実習棟

地上4階建て。大講義室、理学療法評価室、水治療室、動作解析室、運動機能解析室、作業療法実習室、作業療法評価室、ADL実習室、義肢装具学実習室、給食経営管理実習室、食品加工実習室、栄養教育実習室、理化学・微生物実験室、言語療法室、言語実習室、音声・音響学実習室、言語聴覚演習室、運動療法実習室、生理学実習室、解剖学実習室など。

#### 管理棟ほか
- 管理棟

ATM。
- 厚生棟

ふれあい食堂、軽食喫茶Kids、ローソン。
- 第2厚生棟

Kamu Friends、考古堂書店。
- 第3厚生棟

地上5階建て。B・C Hall、学生サロン、バーチャルホスピタル（医療情報実習室）。
- 図書館棟

地上3階建て。学習支援センター、ラーニングコモンズ、グループ学習室、自習室、閲覧室を備える。

#### 体育施設

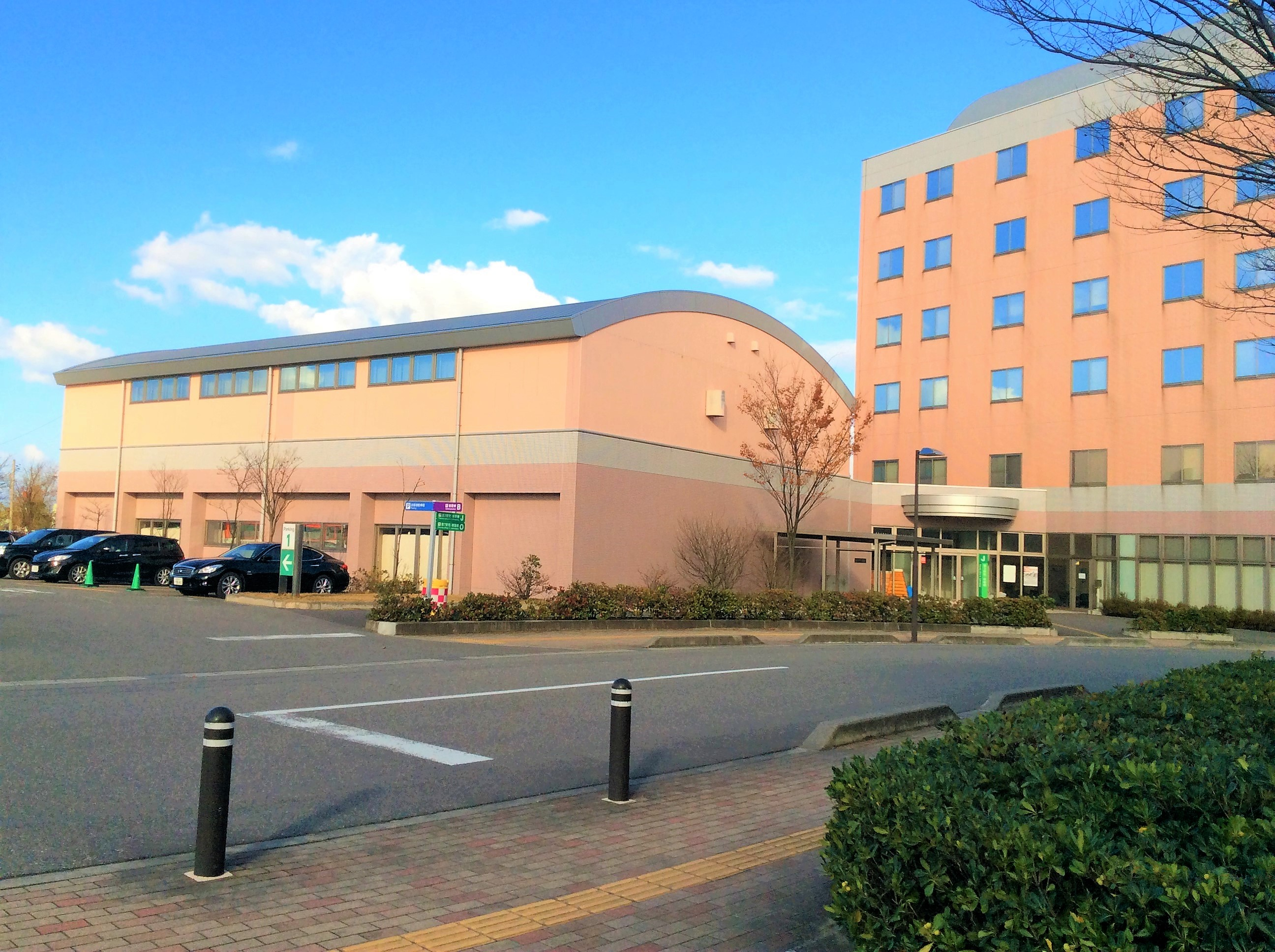
第2体育館、第3研究・体育棟

- 第1体育館
- 第2体育館
- 第3体育館
- 第4体育館
- 硬式野球グラウンド
- 屋内野球練習場
- 屋内温水プール
- 陸上競技グラウンド
- 屋内走路
- テニスコート
- クラブハウス
- 屋内投てき練習場
- 第3トレーニングセンター

### 学生寮――N-village 伍桃
島見町キャンパスに隣接する学生寮「N-village 伍桃」が2018年4月に開寮。2階建ての住居棟と共用棟からなり、住居棟は男女別で、各フロアに鍵付き個室、ミーティング・ルーム、浴室、洗面所、トイレが設置されている。食堂、大浴場、多目的スペースなどからなる共用棟は24時まで開放されている。総戸数は、26棟606室である（第1期工事分）。月額費用は水道・光熱費込みで54,000円。食費は月額18,000円。また、中心街でのアルバイトができるよう、無料スクールバスが23時台まで運行されている。寮生専用の駐車場も整備されている。

### 東京キャンパス
- 交通アクセス
  - JR東京駅日本橋口直結
- 設備
  - 教室、演習室、ラウンジなど

## 対外関係

### 地方自治体との協定
- 新潟市と県内8大学との連携協定（2008年）
新潟市と本学をはじめとする新潟市内外の8大学（新潟大学、新潟薬科大学、新潟国際情報大学、新潟青陵大学、日本歯科大学新潟生命歯学部、新潟県立大学、敬和学園大学）が構成する「大学連携新潟協議会」が連携協定を締結し、新潟市との連携事業を推進。
- 新潟市北区との包括協定（2010年）
地域子育て支援事業、大学生と地域の協働による人・地域・学校づくり支援事業、「稼げる農業」促進事業などを実施。
- 新潟県社会福祉協議会との包括連携協定（2015年）

### 他大学等との協定
9ヵ国11大学・2医療機関と国際交流協定などを締結している。

#### 国外大学
- アメリカ合衆国
  - カリフォルニア州立大学フレスノ校
  - ハワイ大学
- イギリス
  - イーストアングリア大学
- カナダ
  - クイーンズ大学
- ロシア
  - ハバロフスク極東総合医科大学
- 韓国
  - 京畿大学
- 中華民国
  - 国立陽明大学
- タイ
  - マヒドン大学
- フィリピン
  - アンヘレス大学財団
  - サント・トーマス大学
- ベトナム
  - ホンバン国際大学
  - ハイズオン医療技術大学

#### 国外医療機関
- 中華民国
  - 台北榮民總醫院
- タイ
  - 国立シリントン・リハビリテーションセンター

### 国際協力機構（JICA）との連携
国際協力機構との連携により、「大洋州における地域保健での生活習慣病対策」コースを実施している（国内大学で唯一研修実施機関）。数多くの研修生を受け入れ、本学と地域の病院や小中学校などで栄養・運動・看護におけるさまざまな研修プログラムが行われている。
また、大学院では、東日本で初めて青年海外協力隊等プログラムが組まれ、修士課程に在籍しながら青年海外協力隊等の隊員として派遣国で活動することができる。

## 関連施設

### 系列大学・大学院・専門学校
- 事業創造大学院大学（同、新潟総合学園）
- 新潟食料農業大学（2018年開学）
- 開志専門職大学（2020年開学）
- NSGカレッジリーグ
- FSGカレッジリーグ

### 系列病院・介護施設等

#### 医療法人
- 医療法人泰庸会
  - 新潟脳外科病院
- 医療法人愛広会
  - 新潟リハビリテーション病院
  - 豊浦病院
  - 聖籠クリニック
  - メディカルフィットネス ロコパーク

#### 社会福祉法人
- 愛宕福祉会
- 上越あたご福祉会
- あたご共生会

### 関連プロスポーツ団体
- アルビレックス新潟（男子サッカー）
- アルビレックス新潟レディース（女子サッカー）
- 新潟アルビレックスBB（男子バスケットボール）
- 新潟アルビレックスBBラビッツ（女子バスケットボール）
- チームアルビレックス新潟（ウィンタースポーツ）
- 新潟アルビレックスRC（陸上競技）
- 新潟アルビレックスBC（野球）
- アルビレックスレーシングチーム
- アルビレックスチアリーダーズ